# Rodrigo Obregón
Rodrigo Obregón Osorio (Montélimar, 28 de octubre de 1951 – Barranquilla, 25 de septiembre de 2019) fue un actor colombiano de cine y de televisión.

## Carrera
Obregón, hijo de los reconocidos artistas Alejandro Obregón y Sonia Osorio, nació en Montélimar, Francia, y desde su infancia se trasladó a Colombia, donde estudio en el Colegio Refous e inició su carrera como actor en la década de 1980. Figuró tanto en producciones colombianas como extranjeras, apareciendo en series de televisión como Matlock y Rebel Highway y en la película Daño colateral junto a Arnold Schwarzenegger. También fue uno de los actores recurrentes Andy Sidaris en películas como Hard Ticket to Hawaii y Savage Beach. En Colombia figuró en producciones para televisión como ¡Ay cosita linda mamá!, Escalona, El pasado no perdona y Sin senos no hay paraíso, además de realizar una aparición en la película de Sergio Cabrera La estrategia del caracol.
Además de su carrera como actor, Obregón fue teniente de la reserva del Ejército Nacional de Colombia y durante gran parte de su vida, brindó apoyo a los heridos en combate y a las familias de los caídos. Fue también gestor de la Ley 913 de 2004 mediante la cual se establece el 19 de julio como el día de los héroes de la nación y sus familias. Creó la Fundación Colombia Herida, que tiene su sede en Bogotá, y dirigió la Fundación Ballet Nacional, legado de su madre Sonia Osorio, con sede en el barrio Chapinero de la misma ciudad.

## Fallecimiento
El actor falleció el 25 de septiembre de 2019, tras haber estado hospitalizado desde el 21 de septiembre en la Clínica Portoazul de Barranquilla. La causa de la muerte fue, según el parte médico, un "choque séptico de foco pulmonar secundario a neumonía grave", sumado a una "enfermedad metástasica a hueso secundaria a cáncer prostático".

## Filmografía destacada

### Cine
- 1987 — Hawaii, triángulo mortal
- 1987 — Django 2
- 1988 — Picasso Trigger
- 1988 — Top Line
- 1989 — Savage Beach
- 1990 — Guns
- 1992 — Exiled in America
- 1993 — Hard Hunted
- 1993 — La estrategia del caracol
- 1994 — L.A. Wars
- 1994 — The Dallas Connection
- 1996 — Day of the Warrior
- 2002 — Daño colateral
- 2015 — Papa Hemingway in Cuba

### Televisión
- 1990 — Drug Wars: The Camarena Story
- 1990 — Matlock
- 1992 — Escalona
- 1994 — Rebel Highway
- 1998 — ¡Ay cosita linda mamá!
- 1998 — Carolina Barrantes
- 2005 — El pasado no perdona
- 2008 — Sin senos no hay paraíso